# Otos (kommunhuvudort)
Otos är en kommunhuvudort i Spanien.   Den ligger i provinsen Província de València och regionen Valencia, i den östra delen av landet, 300 km sydost om huvudstaden Madrid. Otos ligger 331 meter över havet och antalet invånare är 504.
Terrängen runt Otos är kuperad söderut, men norrut är den platt. Terrängen runt Otos sluttar norrut.Runt Otos är det ganska tätbefolkat, med 60 invånare per kvadratkilometer. Närmaste större samhälle är Alcoy, 16,7 km söder om Otos. Trakten runt Otos består till största delen av jordbruksmark.